# ألعاب القتال العالمية
ألعاب القتال العالمية هو حدث متعدد الرياضات تضم الرياضة القتالية والفنون القتالية  تأسست الألعاب من قبل الرابطة العالمية للاتحادات الرياضية الدولية كوسيلة لجلب مختلف فنون الدفاع عن النفس والرياضات القتالية إلى الجمهور الدولي.